# Florence (Colorado)
Florence és una població dels Estats Units a l'estat de Colorado. Segons el cens del 2000 tenia 3.653 habitants.
Florence acull l'ADX Florence, la presó de "supermàxima seguretat" del Govern federal dels Estats Units.

## Demografia
Segons el cens del 2000, Florence tenia 3.653 habitants, 1.488 habitatges, i 973 famílies. La densitat de població era de 346,5 habitants per km².
Dels 1.488 habitatges en un 31,8% hi vivien nens de menys de 18 anys, en un 49,4% hi vivien parelles casades, en un 11,6% dones solteres, i en un 34,6% no eren unitats familiars. En el 30,8% dels habitatges hi vivien persones soles el 13,8% de les quals corresponia a persones de 65 anys o més que vivien soles. El nombre mitjà de persones vivint en cada habitatge era de 2,43 i el nombre mitjà de persones que vivien en cada família era de 3,03.
Per edats la població es repartia de la següent manera: un 27,5% tenia menys de 18 anys, un 7% entre 18 i 24, un 27,9% entre 25 i 44, un 21,2% de 45 a 60 i un 16,5% 65 anys o més.
L'edat mediana era de 36 anys. Per cada 100 dones de 18 o més anys hi havia 86,8 homes.
La renda mediana per habitatge era de 29.628 $ i la renda mediana per família de 39.276 $. Els homes tenien una renda mediana de 33.750 $ mentre que les dones 22.042 $. La renda per capita de la població era de 14.969 $. Entorn del 12,5% de les famílies i el 17,6% de la població estaven per davall del llindar de pobresa.

## Poblacions més properes
El següent diagrama mostra les poblacions més properes.